# 小田井原の戦い
小田井原の戦い（おたいはらのたたかい）は、戦国時代の天文16年（1547年）閏7月から8月にかけて甲斐守護武田晴信と関東管領上杉憲政、信濃国志賀城主笠原清繁との間で行われた志賀城をめぐる合戦と攻城戦。
武田晴信は信濃国佐久郡に侵攻し志賀城（長野県佐久市）を包囲した。関東管領上杉憲政は志賀城救援の軍勢を派遣するが、小田井原（長野県北佐久郡御代田町）で甲斐武田氏軍に迎撃され潰走した。救援の望みを失った志賀城は落城し、武田信玄は佐久郡の制圧を完了する。

## 背景

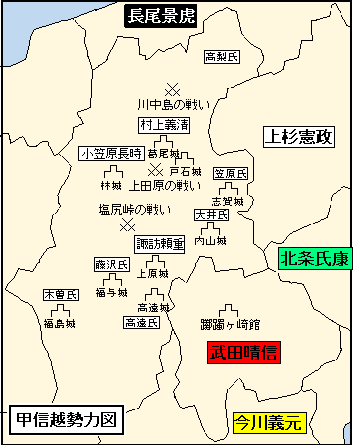
戦国時代の甲信越地方

戦国時代の信濃国佐久郡・小県郡には大井氏、伴野氏、滋野一族（海野氏、望月氏、真田氏など）、依田一族（相木氏、芦田氏、笠原氏など）といった中小国人領主が割拠していた。
甲斐守護武田信虎は駿河国の今川氏、信濃国諏訪郡の諏訪氏と和睦を結び、天文9年（1540年）頃から佐久郡・小県郡への本格的な侵攻をはじめた。武田軍は佐久郡の諸城を陥れ、前山城に前進拠点を置く。翌同10年（1541年）春には諏訪頼重とともに小県郡に兵を進め大井貞隆の本拠長窪城を陥れ諏訪領とする。武田・諏訪連合軍は更に進んで海野氏、真田氏を駆逐した（海野平の戦い）。
だが、同年6月、嫡男の晴信が家臣団とともにクーデターを起こして信虎を駿河国へ追放。この事件によって武田氏に屈伏していた佐久郡・小県郡の国人衆は離反し始めた。同11年（1542年）に晴信は突如兵を起こして諏訪郡に侵攻し、諏訪頼重を滅ぼした。これに乗じて大井貞隆は長窪城を奪回。武田氏の佐久郡・小県郡の支配力は大きく後退した。
同12年（1543年）9月、諏訪郡をほぼ平定した晴信は小県郡に出兵して長窪城を包囲。大井貞隆は望月一族らとともに籠城して抵抗するが、芦田信守、相木市兵衛らが武田方に内応して落城。大井貞隆は捕えられ、後に切腹させられた。
その後、晴信は諏訪氏惣領を望む高遠頼継およびこれと結んだ藤沢氏、小笠原氏との戦いのため上伊那郡へ兵を向けた。この間に佐久郡では大井貞清（貞隆の子）が関東管領上杉憲政の支援を受けて国人衆を糾合して蜂起する。
高遠頼継を没落させ、藤沢氏を降した晴信は同15年（1546年）5月に再び佐久郡に侵攻。大井貞清が立て籠もる内山城を包囲した。武田軍は総攻めをしかけて城を落とし、大井貞清は捕えられた。
関東では、これより先の同年4月、河越城を包囲していた関東管領上杉憲政が北条氏康に惨敗を喫している（河越夜戦）が、上野国を中心とする勢力はいまだ健在であった。

## 志賀城包囲

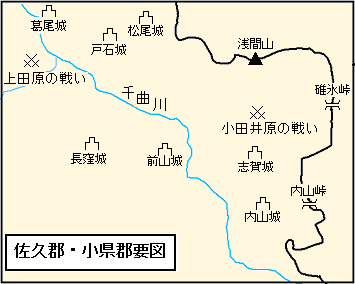

大井一族が壊滅状態になったことで佐久郡の大半が武田氏に制圧されたが、志賀城の笠原清繁は抵抗を続けていた。志賀城は上野国との国境に近く、碓氷峠を通じて関東管領上杉氏からの支援が期待でき、また笠原氏は上杉氏家臣の高田氏と縁戚関係にあり、上杉氏からの援軍として高田憲頼父子が志賀城に派遣されていた。
天文16年（1547年）閏7月、晴信は大井三河守を先手として甲府を出陣。同月24日（9月9日）に城の包囲を開始した。翌25日（9月10日）、金堀衆が城の水の手を断つことに成功。志賀城は窮地に陥った。

## 小田井原の戦い
関東管領上杉憲政は志賀城を後詰するための軍勢の派遣を決める。前年の河越夜戦での敗戦で大打撃を受けた関東管領家だが、依然としてその勢力は大きく、相当な兵力を動員可能だった。
なお上杉憲政が重臣長野業正の諫言を無視して、倉賀野党16騎を先陣に金井秀景（倉賀野秀景）を大将とする西上野衆の大軍を派遣したというのは、後世に書かれた江戸時代の軍記物『関八州古戦録』にだけ見られる記述である。
関東管領軍は碓氷峠を越えて信濃国へ進軍した。志賀城を包囲中の晴信は重臣の板垣信方、甘利虎泰に別動隊を編成させて迎撃に向かわせた。8月6日（9月19日）、両軍は小田井原で合戦となり、板垣、甘利率いる武田軍は関東管領軍を一方的に撃破して敵将14、5人、兵3000を討ち取る大勝利を収めた。

## 落城
武田軍は討ち取った敵兵3000の首級を志賀城の目前に並べて晒して威嚇。救援の望みが全く立たれた城兵の士気は大きく衰えた。8月10日（9月23日）、武田軍は総攻めをしかけ、外曲輪、二の曲輪が焼き落とされる。翌11日、武田軍は残る本曲輪を攻め、城主笠原清繁と関東管領からの援軍高田憲頼は討ち取られ落城した。
武田晴信の敵兵への処置は厳しく、捕虜となった城兵は奴隷労働者とされ、女子供は売り払われた。この時代の合戦では捕虜は報酬として将兵に分け与えられ、金銭で親族に身請けさせることがよく行われたが、この合戦の捕虜の値段は非常に高額で身請けができず、ほとんどが人買いに売買されたという。笠原清繁の夫人は城攻めで活躍した郡内衆の小山田信有に与えられ妾とされた。江戸時代に編纂された『甲斐国志』には悲運に涙に暮れた笠原清繁夫人の哀話が残されている。

## 戦後
志賀城を落とした武田氏は佐久郡の制圧を完了し、隣接する小県郡に勢力圏を持つ北信濃の名族村上義清との抗争に突入する。
また、大井貞清の没落はその傘下にあった山向うの上野国甘楽郡の市河氏の武田氏への服属をもたらし、後年の武田氏の上野進出の布石にもなった。
翌天文17年（1548年）2月、武田晴信は小県郡に侵攻して上田原で村上義清と戦うが、重臣の板垣信方、甘利虎泰を失う大敗を喫することになる（上田原の戦い）。